# Acusados
Acusados va ser una sèrie de televisió produïda per Ida y Vuelta (productora d'altres èxits com Motivos personales), estrenada a Telecinco el 28 de gener de 2009 i va finalitzar el 22 d'abril de 2010 amb la seva segona temporada. Va obtenir les seves millors dades d'audiència amb l'emissió dels 2 últims capítols de la primera temporada sobrepassant la barrera dels 3 milions d'espectadors.
La segona temporada es va estrenar el dimecres 13 de gener de 2010, amb nous fitxatges com Alejo Sauras, Tamar Novas i Mónica López. A causa dels discrets registres d'audiència en els primers episodis de la segona temporada, la cadena va decidir detenir temporalment la seva emissió i emetre diversos especials de Gran Hermano 11 en el seu lloc, reprenent la seva emissió al dijous 4 de febrer, i competint contra el serial Águila roja, on es va enfonsar, baixant del 9% de quota de pantalla.

## Argument

### Primera temporada
L'incendi de la discoteca Metròpolis serà el punt de partida de la recerca portada per la jutgessa Rosa Ballester (Blanca Portillo). El seu principal sospitós, Joaquín de la Torre (José Coronado), un important polític del país, es veurà involucrat en una trama de misteris, sospites i secrets, que li portaran a l'enfonsament de la seva reputació enfront del seu partit polític. Al costat del seu fill Alejandro de la Torre (Alberto Amarilla) i el seu advocat Ricardo Díaz (Aitor Mazo), intentaran sortir del cas, però la jutgessa Ballester i el seu equip, format per Jorge Vega (Daniel Grao), Julio Almagro (Joseba Apaolaza) i Isabel Holgado (Isabel Serrano), no perdran ni un minut a demostrar la culpabilitat del polític en el cas Metròpolis, descobrint que el succés no gira entorn d'un "simple" incendi, sinó a ocultar en ell l'assassinat d'una noia, Ana Sánchez (Andrea Guasch). Hauran d'enfrontar-se a la promesa de Jorge, Laura (Silvia Abascal) i a la germana d'aquesta, la periodista Sonia Nieto (Anna Allen), sense saber que tot l'assumpte esquitxarà al cercle familiar de la jutgessa. Les seves filles Marina (Natalia Sánchez) i Patricia Domenech (Carla Nieto) seran la peça clau que permeti la resolució del cas.

### Segona temporada
Després de la mort del periodista Espinosa, la jutgessa Ballester (Blanca Portillo) se cern en la recerca del seu assassinat. La filla d'Espinosa, Alba, que es trobava en l'escena del crim, podria ser molt útil és la resolució del cas, per la qual cosa Ballester i el seu equip faran el possible per donar amb ella. Joaquín de la Torre (José Coronado) tornarà a ficar-se enmig de la recerca quan algú que es fa cridar Job ha intentat matar-li i ara li envia cartes amenaçadores de manera anònima. Jorge Vega es veurà en el punt de mira en aquest cas en trobar-se les seves petjades en l'escena del crim. Qui va matar Espinosa?Qui vol matar Joaquin de la Torre? Qui és Job?

## Repartiment

### Primera Temporada

#### Repartiment principal
- Blanca Portillo és Rosa Ballester Alonso
- Daniel Grao és Jorge Vega
- Silvia Abascal és Laura Nieto
- Anna Allen és Sonia Nieto
- i José Coronado és Joaquín de la Torre

#### Repartiment secundari
- Carla Nieto és Patricia Domenech Ballester (Episodi 1 - Episodi 13)
- Alberto Amarilla és Álex de la Torre (Episodi 1 - Episodi 13)
- Helio Pedregal és Héctor Domenech (Episodi 1 - Episodi 13)
- Joseba Apaolaza és Julio Almagro (Episodi 1 - Episodi 13)
- Aitor Mazo és Ricardo Díaz (Episodi 1 - Episodi 13)
- Esperanza Elipe és Carmen (Episodi 1 - Episodi 13)
- Daniel Albadalejo és Diego Luque (Episodi 1 - Episodi 13)
- Santiago Meléndez és Raúl Moreno (Episodi 2 - Episodi 6; Episodi 13)
- Isabel Serrano és Isabel Holgado (Episodi 2 - Episodi 13)
- Pep Munné és Federico Portela (Episodi 3 - Episodi 6)
- Pere Ventura és Bruno Lozada (Episodi 2; Episodi 4 - Episodi 6; Episodi 10)
- Joan Massotkleiner és el Doctor Clínica (Episodi 2 - Episodi 7)
- Mariana Cordero és Celia García Nieto (Episodi 1 - Episodi 3; Episodi 7 - Episodi 10)
- Duna Santos és Marisol (Episodi 1 - Episodi 9; Episodi 13)
- Ana Goya és la mare d'Ana Sánchez (Episodi 7 - Episodi 11; Episodi 13)

##### Amb la col·laboració especial de
- Goya Toledo és Beatriz Montero (Episodi 1 - Episodi 13)
- Alberto Jiménez és Fernando Aguirre (Episodi 1 - Episodi 2)
- Natalia Sánchez és Marina Domenech Ballester (Episodi 3 - Episodi 11; Episodi 13)
- Ana Álvarez és Adela Gutiérrez (Episodi 9 - Episodi 13)
- Àngels Barceló és Presentadora d'Informatius (Episodi 10; Episodi 13)
- Paulina Gálvez és Belén Hernández (Episodi 11)

#### Repartiment episòdic
- Vicente Cuesta és Antonio Galán (Episodi 1 - Episodi 2)

Jaime Ordóñez és Simón Ojeda (Episodi 2 - Episodi 3)
- Mikel Tello és Javier Vila (Episodi 3 - Episodi 5)
- Joel Bosqued és Darío (Episodi 6)
- Eduardo Velasco és Antonio Mengual (Episodi 6; Episodi 8 - Episodi 9)
- Ales Furundarena és Arturo (Episodi 7)
- Andrea Guasch és Ana Sánchez (Episodi 8 - Episodi 9; Episodi 13)
- Marta Calvó és Ariadna (Episodi 9)

### Segona Temporada

#### Repartiment principal
- Blanca Portillo és Rosa Ballester Alonso
- Alejo Sauras és Pablo
- Daniel Grao és Jorge Vega  (Episodi 1 - Episodi 5)
- Anna Allen és Sonia Nieto
- Mónica López és Aurora Castillo
- i José Coronado és Joaquín de la Torre

#### Repartiment secundari
- Carmen Sánchez és Alba Espinosa (Episodi 1 - Episodi 5; Episodi 8 - Episodi 13)
- Carla Nieto és Patricia Domenech Ballester (Episodi 1 - Episodi 13)
- Helio Pedregal és Héctor Domenech (Episodi 1 - Episodi 13)
- Joseba Apaolaza és Julio Almagro (Episodi 1 - Episodi 13)
- Isabel Serrano és Isabel Holgado (Episodi 1 - Episodi 13)
- Aitor Mazo és Ricardo Díaz (Episodi 1 - Episodi 13)
- Esperanza Elipe és Carmen (Episodi 1 - Episodi 13)
- Joan Crosas és Javier Castillo (Episodi 1 - Episodi 13)
- Ana Labordeta és Helena Ruiz (Episodi 2 - Episodi 5; Episodi 8)
- Tamar Noves és Jaime Holgado (Episodi 2 - Episodi 5; Episodi 7 - Episodi 13)
- José Luis Torrijo és Miguel Rubio (Episodi 2 - Episodi 13)
- Ramón Barea és Fernando Iribarne  (Episodi 7 - Episodi 8)
- Manel Barceló és "Mercader" (Episodi 12 - Episodi 13)

##### Amb la col·laboració especial de
- José Luis García Pérez és Rafael Espinosa (Episodi 1 - Episodi 2)
- Sonia Almarcha és Teresa Llorente (Episodi 2 - Episodi 13)
- Alberto Jiménez és Fernando Aguirre (Episodi 3; Episodi 6)
- Pere Arquillué és José Luis Valladolid  (Episodi 9 - Episodi 10)
- Susi Sánchez és María José Aganzo  (Episodi 12)
- Carlos Hipólito és Jutge Substitut (Episodi 13)

## Audiències
| Temporada | Temporada | Capítols | Estrena             | Final              | Audiència mitjana | Audiència mitjana | Audiència mitjana |
| Temporada | Temporada | Capítols | Estrena             | Final              | Espectadors       | Quota             |                   |
| --------- | --------- | -------- | ------------------- | ------------------ | ----------------- | ----------------- | ----------------- |
|           | 1         | 13       | 28 de gener de 2009 | 22 d'abril de 2009 | 2 692 000         | 16,0%             |                   |
|           | 2         | 13       | 13 de gener de 2010 | 22 d'abril de 2010 | 1 804 000         | 10,8%             |                   |
| Total     | Total     | 26       | 28 de gener de 2009 | 22 d'abril de 2010 | 2 128 000         | 13,4%             |                   |